# Learie Constantine
Pour les articles homonymes, voir Constantine.
Learie Nicholas Constantine, baron Constantine, est un joueur de cricket, avocat, journaliste, homme politique et diplomate trinidadien né le 21 septembre 1901 à Diego Martin sur l'île de Trinité et mort le 1er juillet 1971 à Brondesbury au Royaume-Uni.
International au sein de l'équipe des Indes occidentales, Learie Constantine dispute les premiers test-matchs de l'histoire de cette sélection, avec laquelle il joue jusqu'à la Seconde Guerre mondiale. À la même période, un contrat professionnel avec le club de Nelson, dans la Lancashire League, fait de lui l'un des sportifs les mieux payés du Royaume-Uni. Il a une réputation de joueur spectaculaire à la fois en tant que batteur, lanceur et joueur de champ.
Durant la guerre, Constantine reste en Angleterre où il travaille en tant qu'assistant social auprès des travailleurs originaires des Antilles britanniques. Sa carrière de journaliste et des études de droit l'occupent plusieurs années.
Après vingt ans passés au Royaume-Uni, il devient membre du Conseil législatif de Trinité-et-Tobago en 1956 pour le Mouvement national du peuple. Il est alors nommé Ministre du travail et des communications au sein du Gouvernement d'Eric Williams. Après l'indépendance, il est le premier haut-commissaire de Trinité-et-Tobago au Royaume-Uni en 1962, ce qui marque son retour dans cet État. Il est anobli la même année et est le premier Noir à devenir Pair à vie, en 1969.
Tout au long de sa vie, Learie Constantine s'engage notamment contre le racisme et pour l'indépendance de Trinité-et-Tobago.

## Biographie

### Jeunesse et famille
Learie Constantine naît le 21 septembre 1901 à Petit Valley, près de Diego Martin, sur l'île de Trinité. Il est le fils aîné de Lebrun et Anaise Constantine, née Pascall. Cette dernière est la fille d'un ancien esclave.
Le cricket est une activité importante pour la famille. Lebrun, contremaître dans une plantation, est un joueur réputé sur l'île. Il est le premier Noir à jouer pour l'équipe de Trinité, qu'il représente à de nombreuses reprises dans des rencontres inter-coloniales. Il participe aux deux premières tournées d'une équipe des Indes occidentales en Angleterre, en 1900 et en 1906. Il marque au passage le premier century d'un Caribéen sur le sol anglais,. Victor Pascall, frère d'Anaise, représente lui aussi un temps Trinité.
Le couple Constantine, leurs enfants et Victor Pascall pratique assidûment le cricket. Lebrun Constantine met l'accent sur les activités de joueur de champ. Learie et son frère Elias, lui aussi futur représentant de Trinité, s'y entraînent même en se lançant et en rattrapant des couteaux. Éduqué à la St. Ann's Roman Catholic School de Port-d'Espagne, Learie Constantine devient capitaine de la principale équipe de l'école à l'âge de quatorze ans. Lorsqu'il quitte l'école, à l'âge de quinze ans, il devient juriste dans un cabinet de la capitale.
En 1916, Learie rejoint le club de son père et Pascall, Victoria, qui deviendra le Shannon Cricket Club. Shannon rassemble des Noirs des classes moyennes inférieures de Trinité. Sur l'île, les joueurs de cette équipe sont réputés pour leur détermination ce qui, combiné à l'éducation fondée sur la discipline reçue par ses parents, forge le caractère de Learie.

### Carrière sportive avec Trinité et les Indes occidentales

#### Débuts avec Trinité
Learie Constantine est repéré par Bertie Harragin, capitaine de l'équipe de Trinité. En décembre 1921, il est sélectionné pour la première fois avec cette équipe pour participer au Tournoi inter-colonial. Cette compétition de first-class cricket regroupe annuellement Trinité, Barbade et la Guyane britannique. Lebrun Constantine, qui participe régulièrement à l'épreuve, a demandé à ne pas être choisi dans l'espoir de voir son fils rejoindre l'équipe coloniale. Learie arrive en retard pour la première rencontre du tournoi face à la Guyane britannique et fait donc ses débuts contre la Barbade en finale du trophée au Queen's Park Oval de Port-d'Espagne. Il réussit deux guichets (wickets) dans la seule manche que ses adversaires ont le temps de jouer, sa seule performance notable du match.
Il est sélectionné à nouveau un an plus tard, au cours de la saison 1922-1923, et participe aux deux rencontres de Trinité dans le tournoi, qui a lieu en Guyane Britannique. Il ne réalise toujours rien de remarquable à la batte et au lancer, mais, en tant que joueur de champ, occupe pour la première fois et avec succès la position de cover. En finale, les Trinidadiens perdent face aux Barbadiens. Learie et Lebrun sont tous deux alignés. Il est rare de voir un père et son fils jouer ensemble dans une rencontre de first-class cricket.

#### Tournée anglaise de 1923 et suites

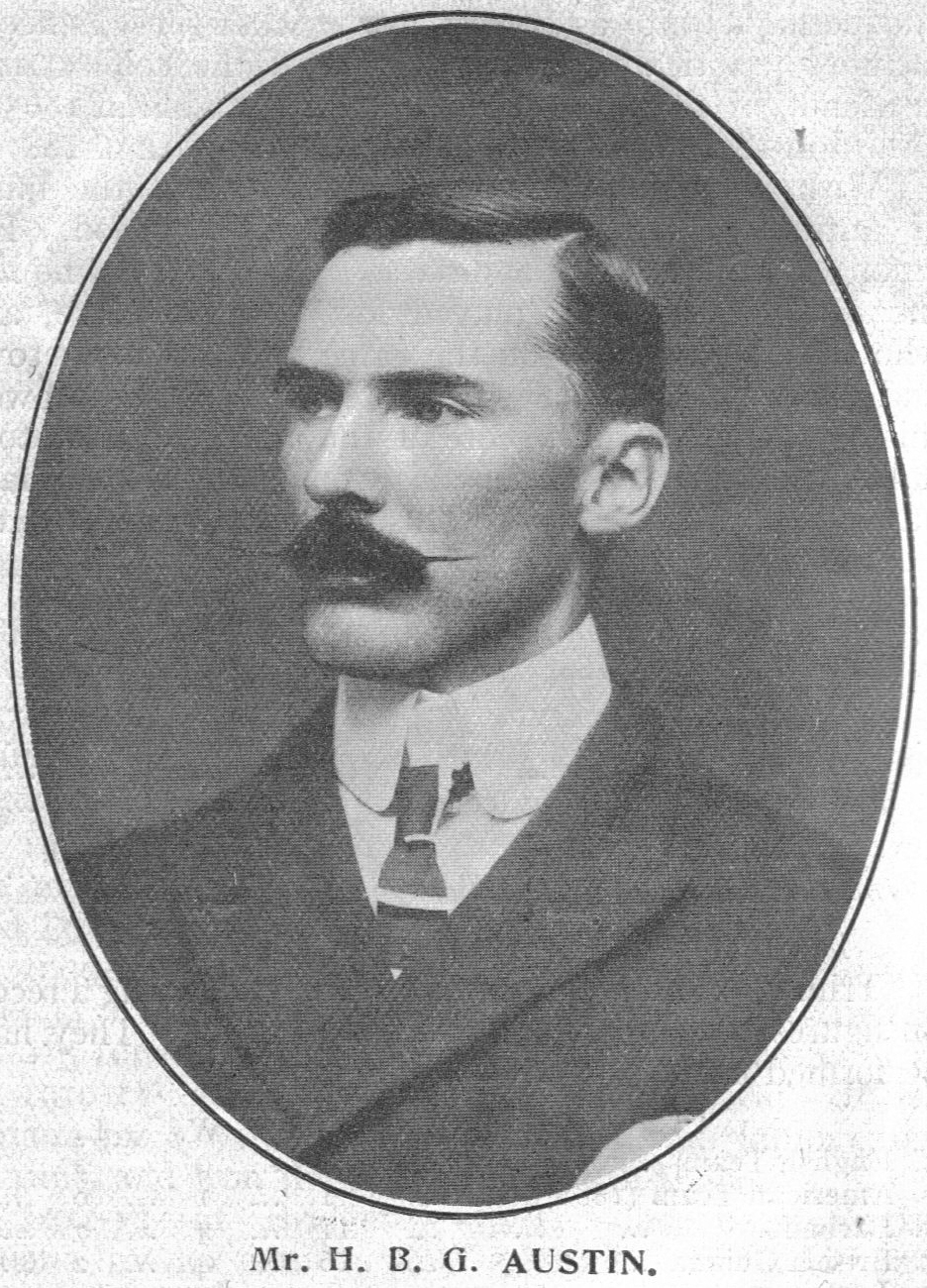
Harold Austin (portrait de 1913) fait sélectionner Learie Constantine pour la tournée de 1923.

L'équipe des Indes occidentales effectue une tournée en Angleterre en 1923, mais n'est pas encore invitée à disputer des test-matchs. Elle est menée par H. B. G. Austin. C'est lui qui fait sélectionner Learie Constantine. N'ayant jusqu'alors eu aucun succès significatif avec Trinité, c'est pour son potentiel que ce dernier est choisi. Toujours employé en tant que juriste à cette époque, mais pour un cabinet différent, il démissionne de son poste peu avant le voyage.
Les Caribéens disputent en particulier vingt rencontres first-class sur le sol anglais, en remportant six. Grâce à leurs accomplissements, et notamment ceux du batteur barbadien George Challenor, ils seront invités dans les années qui suivent à rejoindre l'Imperial Cricket Conference et à jouer leurs premiers test-matchs. Constantine accumule 425 courses (runs) à la moyenne de 15,74 et 37 guichets à la moyenne de 21,87, des totaux qui ne le distinguent pas, mais son style de jeu spectaculaire plaît au public local. Ses capacités de joueur de champ impressionnent notamment le journaliste Sydney Pardon et le batteur anglais Jack Hobbs, qui lui donne des leçons de technique. À son retour à Trinité, Constantine occupe divers emplois intérimaires, sans jamais être embauché définitivement, et doit parfois compter sur l'aide financière de ses parents.
Toujours sélectionné avec l'équipe de l'île les années qui suivent, Constantine ne réussit toujours rien de particulier à la batte et au lancer. Lorsque le Marylebone Cricket Club (MCC) est en tournée dans les Caraïbes début 1926, il n'est pas appelé pour disputer la première rencontre des Indes occidentales contre les visiteurs à Barbade. L'équipe concède alors près de 600 courses dans la première manche des Anglais, et Austin décide de rappeler Constantine pour le deuxième match, pour que, dans son rôle de cover point (dans le champ), il permette de limiter le score anglais.

#### Premiers test-matchs, 1928
À l'approche de la tournée des Indes occidentales dans les Îles britanniques en 1928, qui doit voir les Indes occidentales disputer les premiers test-matchs de leur histoire, Constantine espère y être suffisamment remarqué pour être recruté par une ligue semi-professionnelle du nord de l'Angleterre. Il s'exerce physiquement, essaye de lancer plus rapidement et de s'appliquer à la batte. Dans le champ, il occupe désormais la position de slip, qui lui permet de récupérer plus facilement entre ses lancers. Toujours peu performant avec Trinité en 1927, il le devient enfin lors des trois rencontres qui servent aux sélectionneurs à faire leur choix en 1928 et gagne sa place pour le voyage.

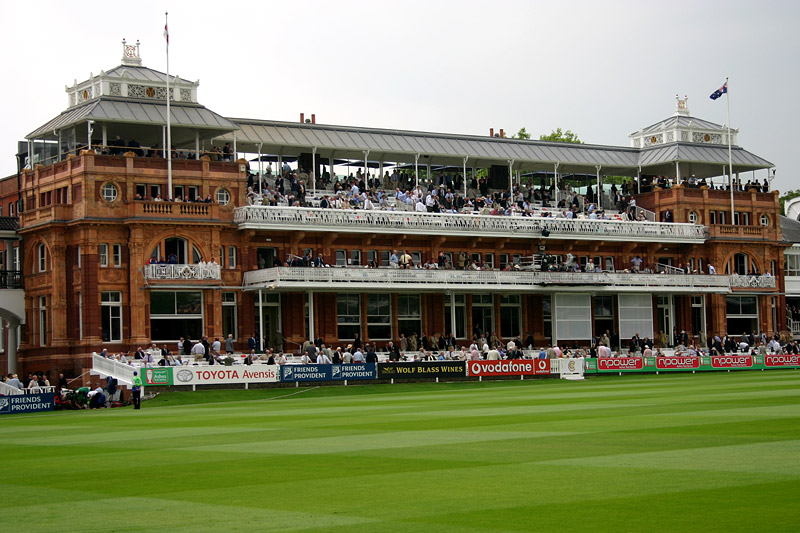
À Lord's, Learie Constantine permet aux Indes occidentales de battre le Middlesex

Constantine réussit globalement sa tournée : au cours de toutes les rencontres first-class disputée par les visiteurs, il marque 1 381 courses et prend 107 guichets, les meilleurs totaux réalisés par un Caribéen au cours de ce voyage. Il se montre décisif dans presque chacune des cinq rencontres remportées par les visiteurs. Comme cinq ans plus tôt, son style de jeu basé sur l'offensive distrait le public. Il n'est cependant pas à son aise au cours des trois test-matchs, lourdement perdus par les Indes occidentales face à l'équipe d'Angleterre, ne marquant que 89 courses en six manches et n'obtenant que cinq guichets en tout.
Il réussit contre l'Essex son premier century en first-class cricket, 130 courses. Il en marque trois au cours du voyage. Contre le Middlesex, à Lord's, les Indes occidentales sont en difficulté après la première manche des deux équipes, malgré 86 courses de Constantine. Dans la seconde des locaux, il élimine sept adversaires pour 57 points concédés, les ses six derniers guichets n'en « coûtant » que onze. Il marque ensuite 103 courses en à peine une heure, permettant aux Caribéens de gagner le match. Sa réussite sportive lui permet d'atteindre son objectif initial : il signe un contrat avec le club de la ville de Nelson, qui joue en Lancashire League.

#### Visites et tournées de 1930 à 1939
L'Angleterre est en visite dans les Caraïbes au cours de la saison 1929-1930. Dans le deuxième des quatre test-matchs de la tournée, il prend six guichets et marque plus de cinquante courses en cinquante minutes, mais le match est perdu par les Indes occidentales. Au cours du match suivant, à Georgetown, Constantine aide les locaux à remporter leur première rencontre à ce niveau avec neuf guichets, dont 5/87 dans la seconde manche. George Headley réussit un century dans chaque manche et Clifford Roach un double dans la première. Constantine termine avec le meilleur total de guichets de la série, 18.

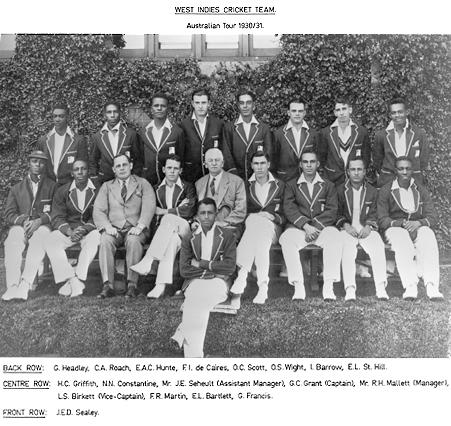
Learie Constantine (assis, deuxième en partant de la gauche) avec l'équipe des Indes occidentales en tournée en Australie en 1930-1931.

Constantine se joint à la première tournée des Indes occidentales en Australie, en 1930-1931. Comme en Angleterre en 1928, son voyage est globalement réussit mais il échoue à se montrer décisif au cours des quatre test-matchs. Il accumule plus de guichets qu'aucun de ses coéquipiers dans les rencontres first-class, 47 à la moyenne de 20,21. Il marque également 708 courses à la moyenne de 30,78. Mais, face aux Australiens, ces totaux ne sont respectivement que de huit et de soixante-douze. Ses principaux fait d'armes se produisent au cours de deux matchs face à la Nouvelle-Galles du Sud, 59 courses marqués rapidement dans l'un et six guichets et 93 points dans le second.
Son contrat avec le club de Nelson ne lui permet de participer qu'occasionnellement à la tournée des Indes occidentales en Angleterre en 1933. Il n'en dispute qu'un test-match, à Old Trafford. Constantine et Manny Martindale y utilisent Bodyline, la tactique employée par les Anglais quelques mois plus tôt en Australie, et qui y a suscité une vive controverse. Elle implique notamment l'utilisation de lancers courts et agressifs. L'instigateur de Bodyline, Douglas Jardine, se montre en réussite face aux deux fast bowlers caribéens. Les Indes occidentales l'avaient expérimenté quelques semaines plus tôt face au Yorkshire, contre qui Constantine avait pris neuf guichets.
De retour au Royaume-Uni après un voyage en Inde en 1934, il est convié à retourner aux Caraïbes pour affronter les Anglais en 1934-1935, mais arrive trop tard pour disputer le premier test. Au cours du deuxième, remporté par les locaux au Queen's Park Oval de Port-d'Espagne, il réussit 90 courses dans la première manche. La victoire des Indes occidentales dans la quatrième et dernière rencontre leur permet de remporter la première série de leur histoire. Constantine y contribue avec six guichets, et alors que le capitaine Jackie Grant, blessé en cours de partie, doit quitter le terrain, il acte à sa place, alors que le rôle est à cette époque implicitement réservés aux joueurs Blancs,,.
Constantine dispute ses derniers test-matchs en Angleterre, en 1939. Si les trois rencontres internationales ont le temps de se tenir, la tournée elle-même doit être interrompue, alors que la Seconde Guerre mondiale est sur le point de se déclencher. Constantine ne signe de contrat avec aucun club pour être disponible pour la totalité de la saison. À 38 ans, il accumule 103 guichets au cours de la tournée, le meilleur total pour les Indes occidentales, et varie au maximum ses lancers, mélangeant spin et pace bowling. Au cours de sa dernière sélection, à The Oval (Londres), il élimine d'abord cinq Anglais dans leur première manche, puis produit rapidement 78 courses.

### Professionnel dans les ligues anglaises

#### Neuf ans de succès à Nelson, 1929-1937
Au cours de la tournée des Indes occidentales en Angleterre en 1928, Constantine signe avec le Nelson Cricket Club, une équipe de la Lancashire League,. Son contrat initial porte sur trois ans, à raison d'un salaire fixe de 500 £ par an, un remboursement de frais et des primes occasionnelles, alors que le club est endetté. Constantine reste neuf saisons consécutives à Nelson ; pendant cette période, le club remporte sept fois la compétition, finit deux fois deuxième et gagne deux fois la coupe disputée entre les équipes de la ligue. Son style de jeu attrayant draine de nombreux spectateurs. Au cours de ses quatre premières années à Nelson, les matchs à domicile du club totalise un septième du nombre total d'entrées de la ligue et les trois-quarts des recettes aux guichets ; entre 50 000 et 75 000 personnes par saison vont voir Nelson jouer entre 1929 et 1935. Sa présence sur le terrain est aussi importante pour les recettes des autres équipes : lorsqu'en 1934, un club d'une autre ligue essaie de le recruter, ceux de la Lancashire League aident financièrement Nelson pour qu'il y reste. Son salaire augmente avec les années. À partir de 1932, il s'élève à 650 £ par saison. Il est probablement, au cours des années 1930, le sportif le mieux payé de Grande-Bretagne et s'estime alors le joueur de cricket le plus rémunéré au monde. Son contrat avec le club l'empêche de disputer plus d'un test-match de la tournée des Indes occidentales en Angleterre en 1933.
Ses principales performances avec Nelson incluent 124 courses en une manche en 1929, la prise des dix guichets d'Accrington en 1934 pour seulement dix courses concédées, ou encore 192 points en un match au cours de sa dernière saison, en 1937. En neuf ans, il accumule 6 363 courses à la moyenne à la batte de 37,65 et prend 776 guichets à la moyenne de 9,5. Sa saison la plus réussie est celle de 1933, avec 1000 courses et 96 guichets.
Après plusieurs saisons en Lancashire League, Constantine aurait pu rejoindre le Lancashire County Cricket Club. Au moins deux opportunités de ce type se présentent au cours des années 1930. D'après lui, c'est à cause de sa couleur de peau que le comité du club n'a pas étudié son cas en 1934. Quelques années plus tard, ce sont visiblement les professionnels du Lancashire qui ont refusé de le voir les rejoindre, possiblement pour la même raison.

### Vie civile au Royaume-Uni

#### Activités et procès pendant la Seconde Guerre mondiale
Alors que la Seconde Guerre mondiale est sur le point d'éclater, les joueurs de l'équipe des Indes occidentales sont en tournée en Angleterre. Le voyage est interrompu en août 1939 et les internationaux évacués vers Montréal. Constantine, qui vit à Nelson depuis une décennie, décide de rester au Royaume-Uni.
En 1941, il est recruté par le Ministère du Travail et du Service National (Ministry of Labour and National Service) en tant qu'assistant social. Son rôle est de s'occuper des dizaines de milliers d'immigrés caribéens qui sont employés dans les industries militaires ou qui cherchent un emploi, les aidant dans leur vie quotidienne, dans le nord de l'Angleterre. Cette activité se poursuit jusqu'à l'été 1946. Il fait face à de nombreuses situations où les Caribéens sont victimes de racisme. Il cherche à résoudre les problèmes par lui-même, agissant le plus possible avec tact, mais usant parfois de ses relations au ministère.
Parmi ses autres activités pendant la guerre, Constantine anime diverses émissions de radio sur la BBC, principalement destinées à être écoutées dans les colonies britanniques des Antilles. Il continue à jouer au cricket, dans des matchs à vocation caritative, dans des équipes représentant les Dominions, les Indes occidentales ou l'Empire britannique face, parfois, à des sélections anglaises.
Durant l'été 1943, Constantine doit participer à des matchs de charité organisés à Londres. Il réserve deux chambres à l'Imperial Hotel pour lui et sa famille, et ce pour plusieurs nuits. Lorsqu'il y arrive, la gérante refuse de l'accueillir plus d'une nuit, à cause de sa couleur de peau. Elle refuse « d'avoir des nègres dans cet hôtel » (« We won't have niggers in this hotel »), citant comme raison le fait que des militaires américains sont déjà présents, et a peur d'une querelle entre eux et Constantine.
Alors que la discrimination raciale n'est pas illégale au Royaume-Uni à cette époque, Constantine décide de porter l'affaire devant les tribunaux. La question est évoquée à la Chambre des communes. Le procès a lieu en juin 1944 et Rose Heilbron assure sa défense. Le juge reconnaît reconnaît que des propos racistes ont été tenus, mais ne peut en tenir compte dans le jugement. Il accorde cependant cinq guinées de dommages et intérêts au plaignant pour rupture abusive de contrat de la part de l'Imperial Hotel. Pour Learie Constantine, il s'agit tout de même d'une victoire importante : il a porté sur la place publique le problème du racisme Il reçoit à cette occasion de nombreuses lettres de soutien.

#### Écrivain sur le cricket et les relations inter-raciales
En 1933 paraît Cricket and I, le premier ouvrage de Learie Constantine, écrit avec son ami C. L. R. James. Il s'agit d'une autobiographie. Son deuxième livre, Cricket in the Sun, est édité en 1946, et reprend certains thèmes de Cricket and I. Il y étudie notamment le lien entre les relations sociales et le cricket dans les Caraïbes. Il met également l'accent sur le fait que le rôle de capitaine des Indes occidentales est réservé aux joueurs blancs. Cricket in the Sun expose également divers points de vue et anecdotes sur le cricket. Au cours des années qui suivent, Constantine écrit d'autres ouvrages liés à son sport.
Colour Bar sort en 1954 et traite d'un unique sujet : les relations inter-raciales, et principalement le problème du racisme au Royaume-Uni. Il y accumule de nombreuses anecdotes personnelles, critique la politique impérialiste britannique, et l'intolérance qu'il ressent dans son pays d'accueil. Colour Bar est publié juste avant le retour de Constantine à Trinité. Au total, Constantine écrit ou coécrit sept livres, Colour Bar et six autres consacrés au cricket.

#### Journaliste, étudiant en droit et avocat

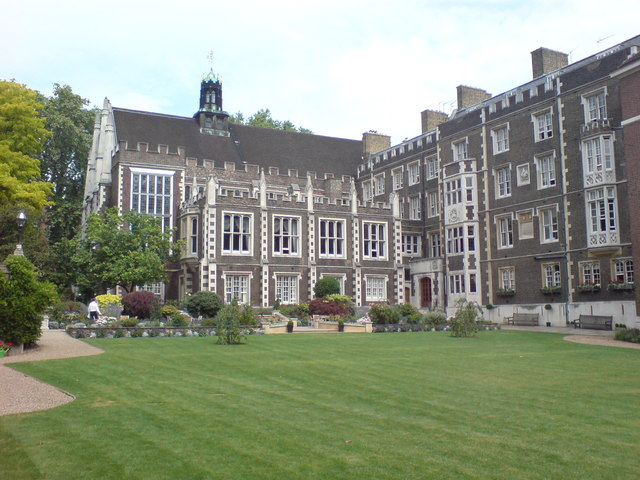
C'est à Middle Temple que Constantine étudie le droit.

En 1944, Constantine s'inscrit à Middle Temple, l'un des quatre Inns of Court, et commence à y étudier à partir de 1946, d'abord par intermittence et souvent depuis son foyer, à Nelson. Constantine et son épouse déménagent à Londres en 1949, ce qui, à partir des années 1950, lui permet d'étudier plus assidument. C'est en 1954 qu'il réussit son examen final et devient barrister (avocat plaideur). Il ne plaidera que très rarement.

#### Premiers engagements politiques
En 1932, Constantine héberge dans sa maison de Nelson le journaliste et écrivain marxiste trinidadien C. L. R. James. Par l'intermédiaire de celui avec qui il a déjà joué au cricket, James devient journaliste sportif au Manchester Guardian,. À cette époque, Constantine intervient souvent publiquement, à l'église ou dans diverses organisations. James l'accompagne et prend de plus en plus la parole, s'exprimant à propos des colonies britanniques des Caraïbes et défendant l'indépendance. Constantine, quant à lui, ne parle à cette époque pas publiquement de politique. Néanmoins, il aide son ami financièrement pour qu'il puisse publier son premier ouvrage, The Case for West-Indian Self-Government. Les deux hommes écrivent conjointement Cricket and I, la première autobiographie du sportif.
Au cours des années trente, Constantine rejoint la League of Coloured People, l'organisation de lutte pour les droits civiques fondée par Harold Moody. Dans un premier temps, il y est peu actif. Il en devient secrétaire général (chairman) en 1947, à la mort de Moody. Mais l'organisation décline et disparaît en 1951.
Au début des années 50, il s'engage publiquement pour défendre Seretse Khama, roi de Bangwato dans le Protectorat du Bechuanaland et futur premier Président du Botswana. Khama est alors en exil forcé au Royaume-Uni sur pression du gouvernement sud-africain parce qu'il s'est marié à une femme blanche.

## Bilan sportif

### Principales équipes
|                    | Test                  |
| ------------------ | --------------------- |
| Indes occidentales | 1928 - 1939           |
|                    | First-class           |
| Trinité            | 1921-1922 - 1934-1935 |
| Barbade            | 1938-1939             |

## Honneurs civils et sportifs

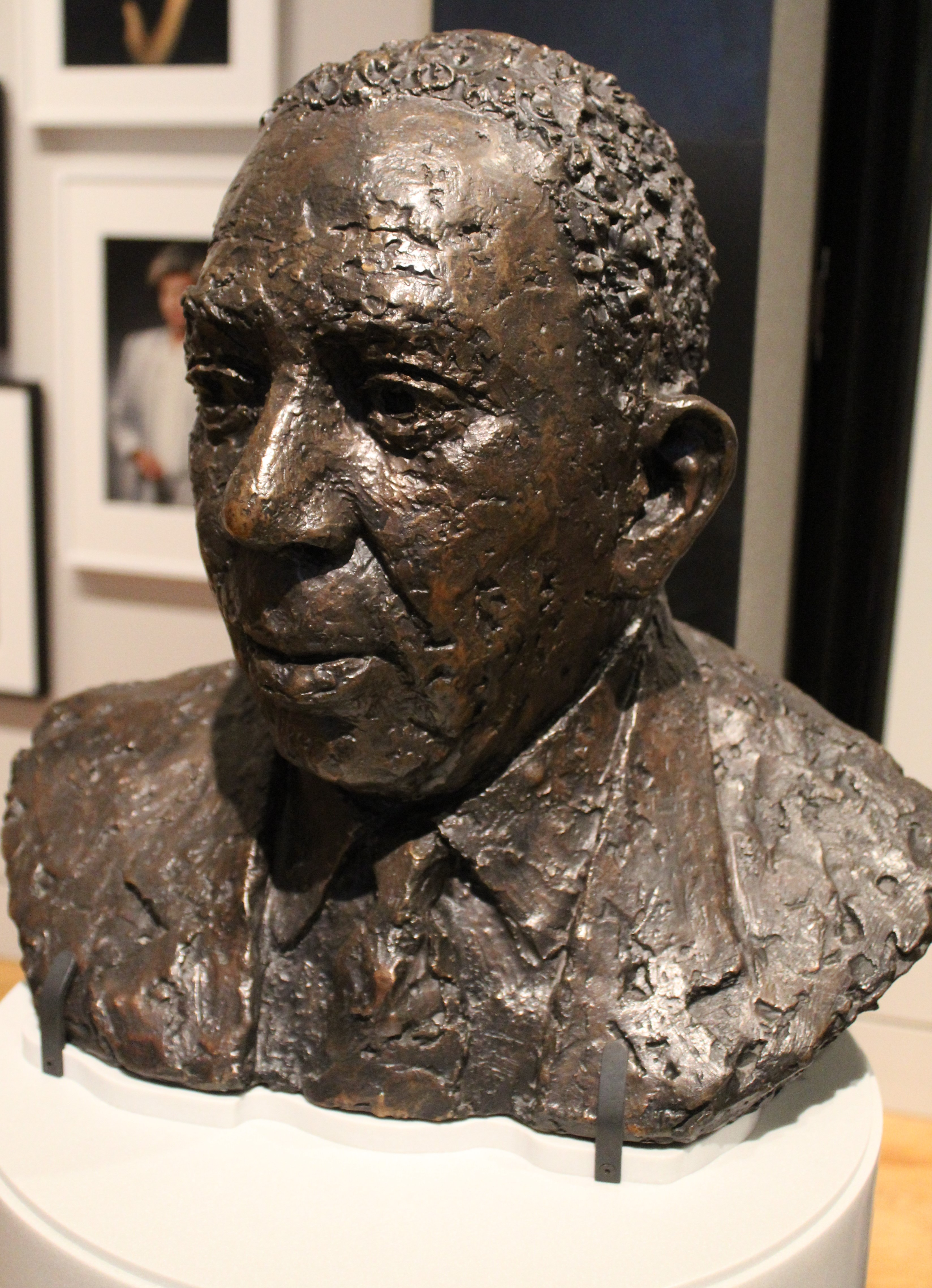
Buste en bronze de Learie Constantine, 1971, National Portrait Gallery, Londres

Learie Constantine est l'un des cinq Wisden Cricketers of the Year désignés par le Wisden Cricketers' Almanack en 1940. Il est anobli en 1962, avant d'être nommé Pair à vie en 1969. Il prend alors le titre de « Baron Constantine de Maraval à Trinité-et-Tobago et de Nelson dans le Comté palatin de Lancaster » (Baron Constantine, of Maraval in Trinidad and Tobago and of Nelson in the County Palatine of Lancaster).

## Ouvrages écrits
Learie Constantine a écrit ou coécrit sept ouvrages, dont six sur le cricket, :
- Cricket and I, Londres, P. Allan, 1933, avec C.L.R. James
- Cricket in the Sun, Londres, Stanley Paul, 1946
- Cricketers' Carnival, Londres, Stanley Paul, 1949
- Cricketers' Cricket, Londres, Eyre & Spottiswoode, 1949
- Colour Bar, Londres, Stanley Paul, 1954, avec Frank Stuart
- The Changing Face of Cricket, Londres, Eyre & Spottiswoode, 1966, avec Denzil Batchelor
- The young cricketer's companion : the theory and practice of joyful cricket, Londres, Souvenir Press, 1964